# Sveriges riksdags talman

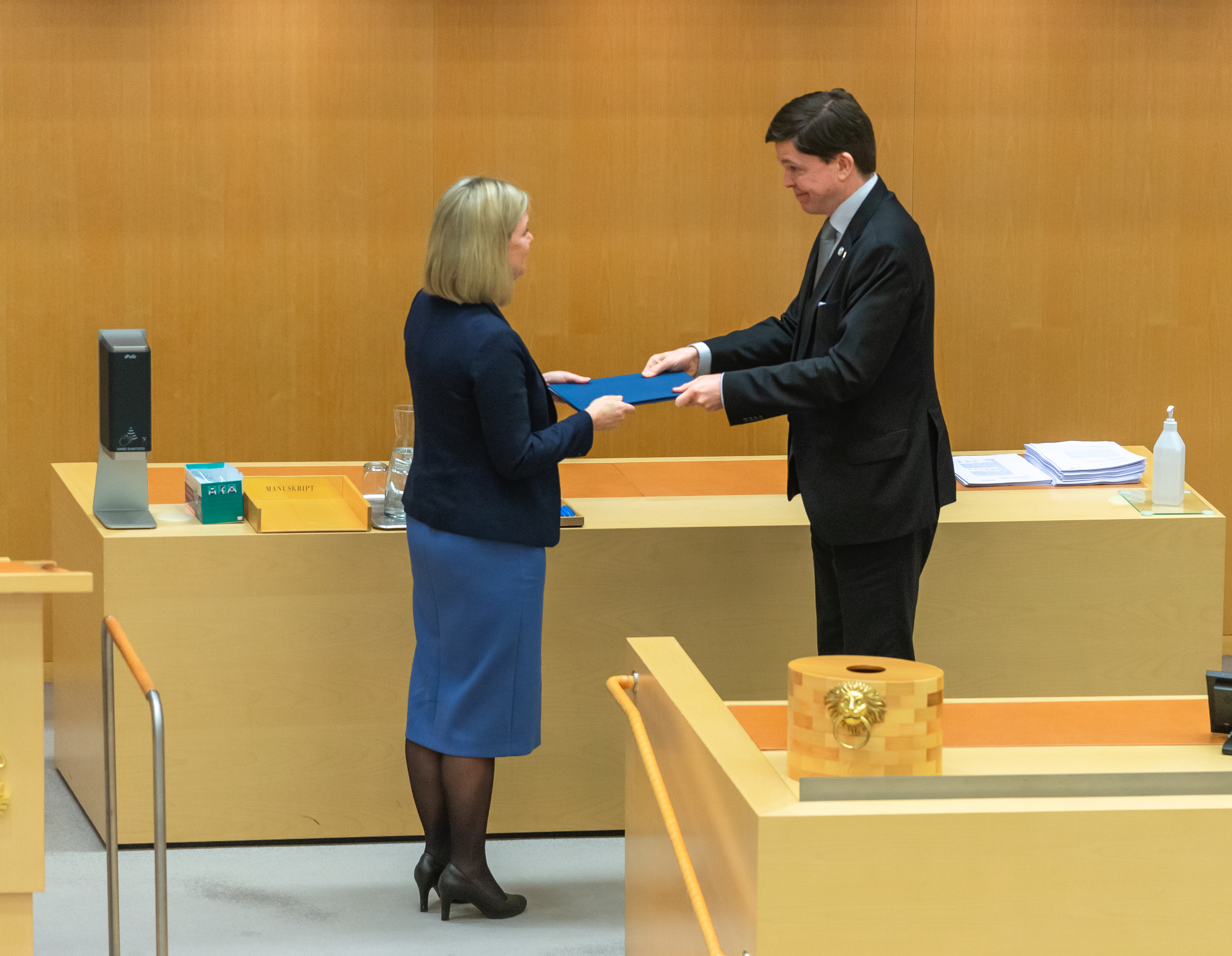
Talmannen Andreas Norlén överlämnar förordnandet för den nya statsministern Magdalena Andersson den 24 november 2021.

Riksdagens talman är Sveriges riksdags främste representant och leder riksdagens arbete. Talmansämbetet är det högsta ämbete som en person kan väljas till i Sverige. Talmannen är i rang efter statschefen (konungen) men före statsministern, och kan inte avsättas genom riksdagsbeslut under tiden fram till nästa riksdagsval. Talmannen biträds av tre vice talmän. Nuvarande talman är Andreas Norlén, som tillträdde efter riksdagsvalet 2018.

## Historik
Sverige har en lång tradition av talmän som går tillbaka till ståndsriksdagens tid. I 1617 års riksdagsordning stadgas att ärkebiskopen i Uppsala ska vara ordförande för de ofrälse stånden när stånden var samlade i rikssalen. Enligt 1626 års riddarhusordning utsågs talmännen av kungen, men titeln "talman" förekom inte. Adelns ordförande var lantmarskalken, prästerskapets var ärkebiskopen, borgerskapets var justitieborgmästaren i Stockholm och bondeståndet representerades av "edsvurne skrivare". Av bondeståndets skrivare var Gudmund Jonsson i Bjärke den förste som använde titeln "talman" när han skrev under 1689 års riksdagsbeslut. Det var först i 1723 års riksdagsordning som talmansposten blev grundlagsstadgad. Samtidigt förlorade kungen rätten att utse talmän. De valdes i stället av ledamöterna i respektive stånd.
I och med 1772 års regeringsform upphävdes 1723 års riksdagsordning och kungen fick åter rätt att utse ständernas talmän, en ordning som bekräftades av 1810 års riksdagsordning och som fortsatte att gälla även efter representationsreformen och införandet av 1866 års riksdagsordning.
Dagens regler för talmannen kommer från 1974 års regeringsform där talmannen tog över flera av de uppdrag som tidigare åvilade statschefen, och hans arbete förtydligas även i 1974 års riksdagsordning samt i den senaste Riksdagsordningen från 2014.

## Val av talman
Valet av talman sker sedan riksdagen har samlats efter ett riksdagsval. Fram till dess att riksdagen har utsett en talman leds riksdagens arbete av dess ålderspresident, vilket är den riksdagsledamot som har flest tjänstgöringsår.
Det finns en parlamentarisk tradition som gör gällande att det största partiet efter val utser talmannen. Kravet är emellertid att den som väljs till talman måste sitta i riksdagen. Det vanliga är att talmannen kommer från något av regeringspartierna, men under den borgerliga regeringsperioden åren 1976–1982 var det ändå socialdemokrater som valdes till talmän, eftersom statsminister Thorbjörn Fälldin (centerpartist) år 1976 inte ville peta den sittande, uppskattade talmannen Henry Allard (socialdemokrat) och 1979 var det några anonyma borgerliga riksdagsmän som valde att inte rösta på den borgerliga kandidaten Allan Hernelius (moderat), och därför blev Ingemund Bengtsson (socialdemokrat) i stället vald. Därför dröjde det till 1991 innan enkammarriksdagen fick sin första borgerliga talman då Ingegerd Troedsson (moderat) valdes. Ett annat undantag är Andreas Norlén, som 2018 blev invald för Moderaterna, trots att Moderaterna satt i opposition under mandatperioden 2018–2022. Detta berodde på att regeringsbildningen efter valet 2018 inte hade avklarats innan valet till talman skedde samt att två av partierna som stödde Norlén (Centerpartiet och Liberalerna) bytte sida från att stödja den borgerliga statsministerkandidaten Ulf Kristersson (moderat) till den socialdemokratiska Stefan Löfven mellan det att valet till talman hölls och det att förhandlingarna angående regeringsbildningen var avklarade. 2022 omvaldes Norlén till talman och han blev då den första borgerliga talmannen att enhälligt väljas av riksdagen. I övrigt har talmannen valts från det största partiet i den grupp av partier som har riksdagsmajoriteten sedan 1991.

## Talmannens uppgifter
Talmannen har i huvudsak tre uppgifter:
1. att föreslå riksdagen ny statsminister,
2. att leda riksdagens (särskilt kammarens) arbete
3. att representera Sveriges riksdag.

Uppdraget som talman är opolitiskt. Det innebär att talmannen inte deltar i det partipolitiska arbetet och inte heller röstar. Talmannen får en ersättare som går in i riksdagen i talmannens ställe som ledamot.
Talmansämbetet är den högsta post en person kan väljas till i Sverige. I rang kommer talmannen efter statschefen, alltså efter kungen, men före statsministern. Talmannens arvode är i lag likställt statsministerns arvode som fastställs av statsrådsarvodesnämnden, till skillnad från riksdagsledamöternas arvode som fastställs av riksdagens arvodesnämnd.

### Talmannens roll i regeringsbildandet
Talmannen har efter 1974 års regeringsform övertagit statschefens roll i regeringsbildandet. Det är en uppgift som i de flesta andra länder åvilar statschefen. Efter ett allmänt val, om regeringen avgår, är det talmannens uppgift att inleda samtal med partiledarna för samtliga partier i riksdagen. Målet med samtalen är att undersöka om det finns möjlighet att bilda någon regering som har stöd av majoriteten av riksdagens ledamöter. Därefter föreslår talmannen en ny statsminister till riksdagen. Om riksdagen väljer att bifalla talmannens förslag är det talmannen som förordnar statsministern. Om riksdagen inte stödjer talmannens förslag kan talmannen lägga fram ytterligare tre förslag. Om också dessa förslag avslås upplöses riksdagen och därefter ska ett extra val till riksdagen hållas inom tre månader.

### Talmannens ledande roll i riksdagsarbetet
Talmannens huvudsakliga arbete är att tillsammans med de vice talmännen leda riksdagens arbete och leda sammanträdena i kammaren. Talmannen är ordförande i talmanspresidiet, som består av talmannen och de vice talmännen, och i riksdagsstyrelsen som planerar det övergripande arbetet i kammaren och riksdagen i övrigt. Talmannen är även ledamot i Utrikesnämnden och ordförande i ordförandekonferensen (där han överlägger med utskottsordförandena och EU-nämndens ordförande om gemensamma frågor).

### Talmannens representationsuppdrag
Talmannen har en viktig uppgift i att representera Sveriges riksdag vid internationella statsbesök samt även vid andra besök av officiell karaktär. Talmannen har Villa Bonnier till förfogande som representationsvilla.
Talmannen träder även in som tillförordnad statschef, kallad tillfällig riksföreståndare, ifall denne inte kan fullgöra sina plikter. Även för det fall att kungaätten, alltså huset Bernadotte, dör ut så skall riksdagen utse en tillfällig riksföreståndare. Om det därefter skall utses ett nytt kungahus eller om statsskicket skall ordnas på annat sätt är inte fastlagt i regeringsformen.

## Vice talmän
Förutom talman väljer riksdagen inom sig även tre vice talmän. Av sedvänja har dessa poster tillfallit de tre största partierna i riksdagen som talmannen inte tillhör. Denna sedvänja bröts dock efter 2018 års riksdagsval då valet av riksdagens tre vice talmännen politiserades: Efter valet av Åsa Lindestam (S) som förste vice talman valdes Lotta Johnsson Fornarve (V) som andre vice talman istället för Björn Söder, som var kandidat för riksdagens då tredje största parti Sverigedemokraterna. Kerstin Lundgren (C) valdes till tredje vice talman.
De vice talmännen tjänstgör, till skillnad från talmannen, som vanliga ledamöter som deltar i riksdagens utskottsarbete, debatter och omröstningar.